# Dmitri Kitayenko
Dmitri Gueórguievich Kitayenko (en ruso: Дми́трий Гео́ргиевич Китае́нко, nacido el 18 de agosto de 1940) es un director de orquesta ruso.
Nació en Leningrado, Unión Soviética y estudió en el Conservatorio Glinka y en los de Leningrado y Moscú. Fue premiado en el primer concurso Herbert von Karajan en 1969.
Kitayenko fue director musical de la Orquesta Filarmónica de Moscú durante 14 años. También ha sido principal director de la Orquesta Filarmónica de Bergen (1990–1998), la Orquesta Sinfónica de la Radio de Frankfurt (1990–1996), la Orquesta Sinfónica de la KBS (1999–2004) y la Orquesta Sinfónica de Berna (1990–2004).  También ha trabajado como director principal de la Academia Stanislavski y Nemirovich-Danchenko de Teatro y Música de Moscú (1970-1976).